# Shakhi-Zinda

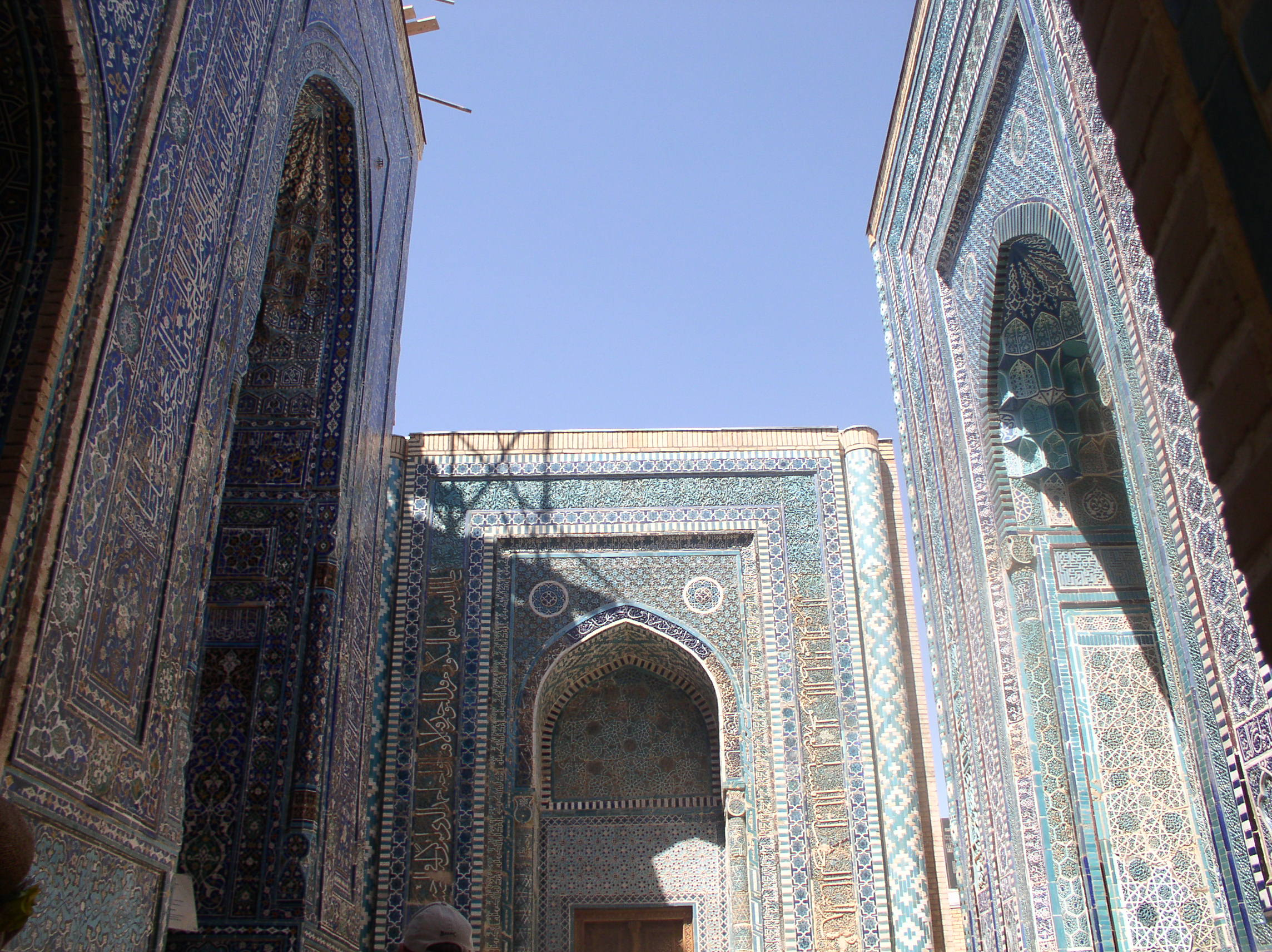
O Grupo Superior de Mausoléus no Complexo de Shakhi-Zinda, Samarcanda. O Mausoléu de Khodja-Akhmad (século XIV) está no centro

Shakhi Zinda (também Shahi Zinda) é uma necróple em Samarcanda, onde repousam algumas das mulheres e capitães de Tamerlão.